# Grande Sœur (Seychelles)
Grande Sœur, aussi appelée East Sister, est une île appartenant aux îles Intérieures de l'archipel des Seychelles, située au nord de La Digue. 

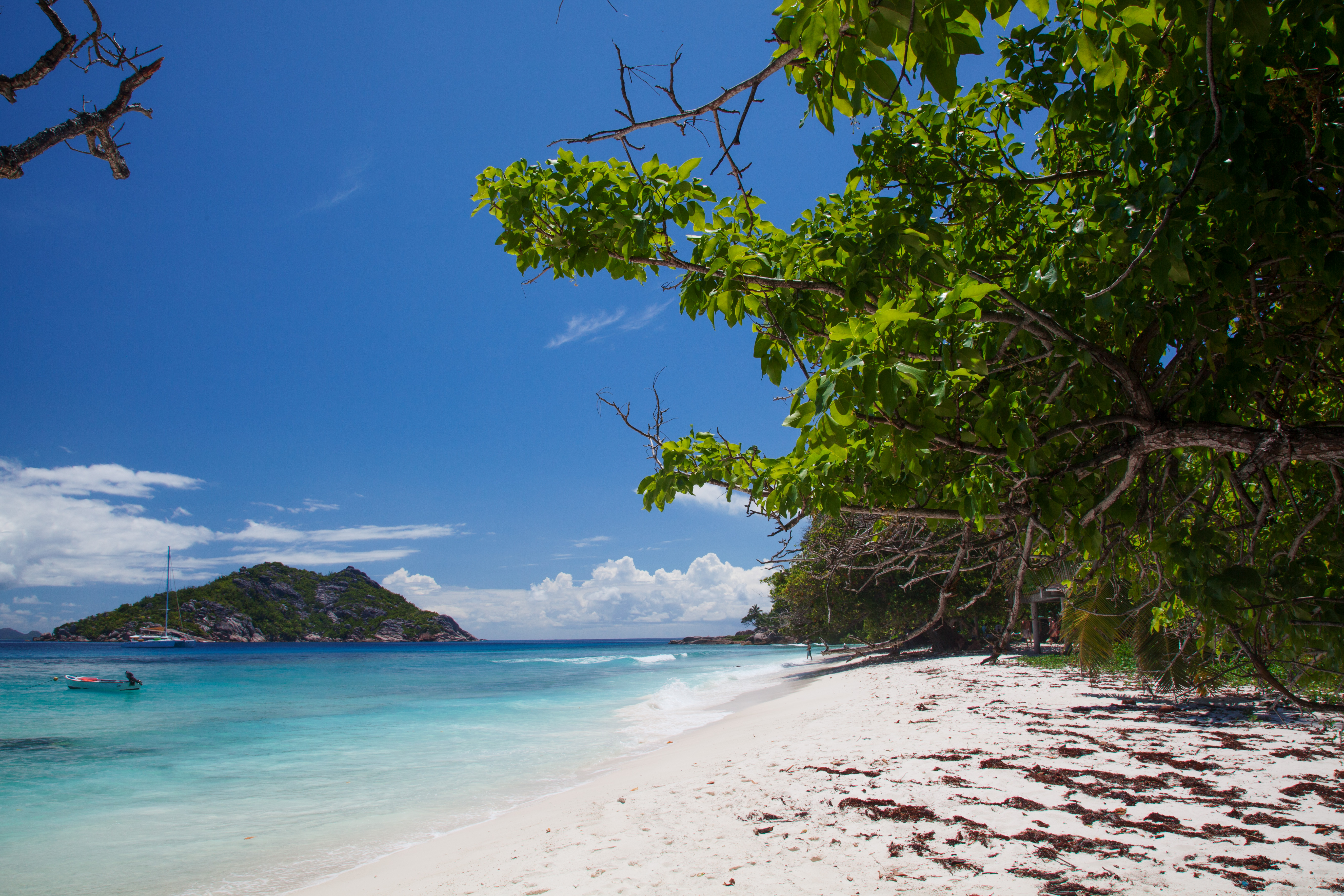
Plage sur la côte ouest, vue sur Petite Sœur.
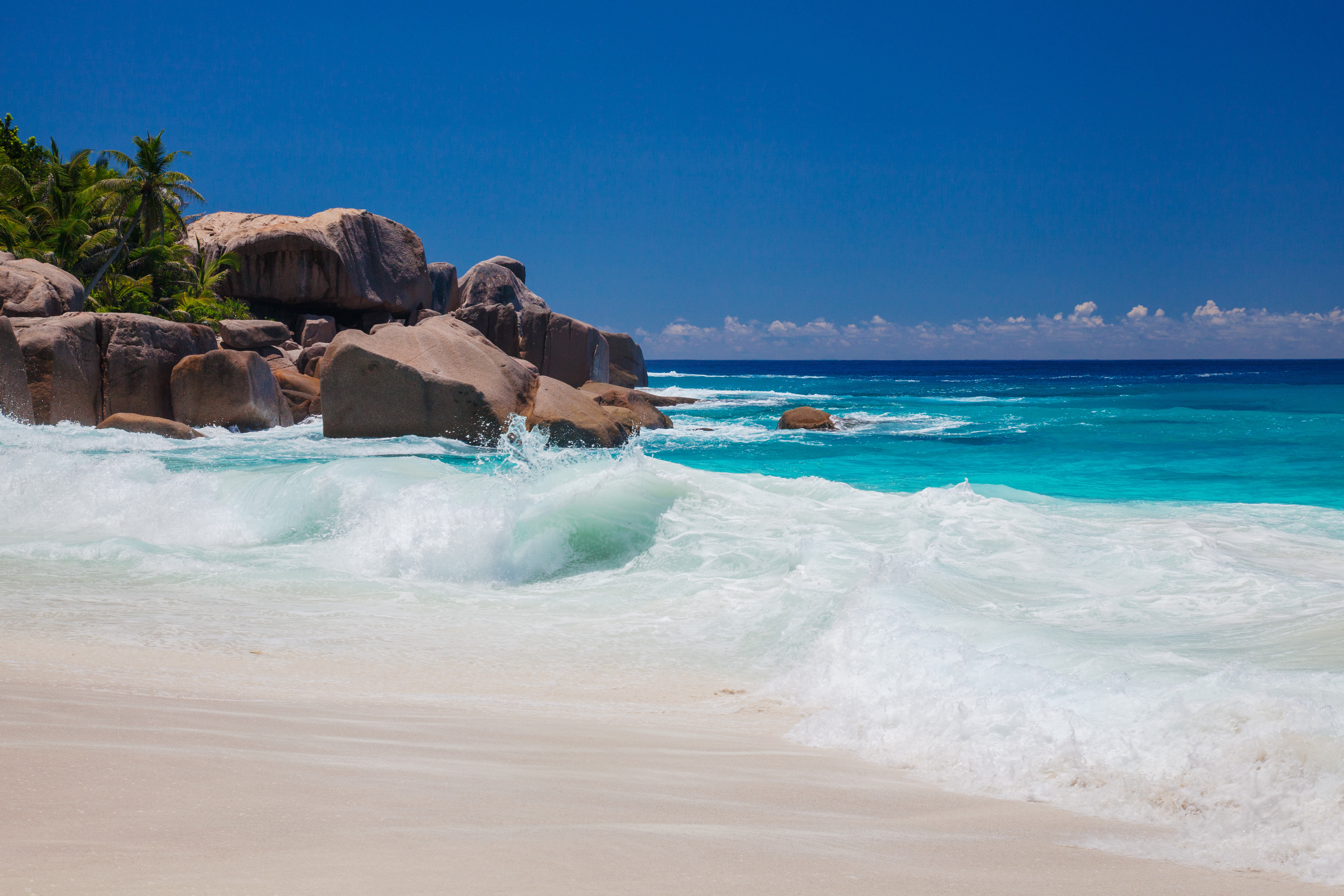
Plage de sable blanc sur la côte est.

Formant, avec Petite Sœur, les Îles Sœurs, elle est située à proximité de Félicité et Marianne.